# Rizal (Zamboanga del Norte)
Rizal is een gemeente in de Filipijnse provincie Zamboanga del Norte op het eiland Mindanao. Bij de laatste census in 2007 had de gemeente bijna 15 duizend inwoners.

## Geografie

### Bestuurlijke indeling
Rizal is onderverdeeld in de volgende 22 barangays:
| - Balubohan - Birayan - Damasing - East Poblacion - La Esperanza - Mabuhay - Mabunao - Mitimos - Nangca - Nangcaan - Napilan | - Nasipang - New Dapitan - Nilabo - North Mapang - Rizalina - San Roque - Sebaca - Sipaon - South Mapang - Tolon - West Poblacion |

## Demografie
Rizal had bij de census van 2007 een inwoneraantal van 14.721 mensen. Dit zijn 1.220 mensen (9,0%) meer dan bij de vorige census van 2000. De gemiddelde jaarlijkse groei komt daarmee uit op 1,20%, hetgeen lager is dan het landelijk jaarlijks gemiddelde over deze periode (2,04%). Vergeleken met de census van 1995 is het aantal mensen met 358 (2,5%) toegenomen.

De bevolkingsdichtheid van Rizal was ten tijde van de laatste census, met 14.721 inwoners op 80,03 km², 183,9 mensen per km².